# Vänersborgs ryttarförening
Vänersborgs ryttarförening är en ridklubb med en ridskola med ungefär 23 hästar och ponnyer, Ridskolan ligger mellan Trollhättan och Vänersborg. Vänersborgs RF grundades 1964 och har över 700 medlemmar varav cirka 400 är juniorer. 
På anläggningen finns ett ponnystall med plats för 15 hästar, i stor häststallet finns det plats för 12 hästar och i privatstallet finns det plats för 8 hästar i boxar. Det finns även två ridhus, det gamla med måtten 20x70m och det nya med måtten 28x65m. Det finns även en dressyrpaddok med måtten 22x63m och en hoppbana med måtten 50x80m. Vänersborgs RF anordnar även tävlingar. Den största tävlingen 2017 är Junihoppet som pågår under tre dagar med uppstallningsboxar.